# 阿部三子郎
阿部三子郎（日语：／ Abe Sanshirō，1970年5月12日—），日本男子摔跤运动员。他曾代表日本参加亚洲摔跤锦标赛，获得一枚金牌。他也曾参加1996年夏季奥林匹克运动会。